# Fiat Dino
Fiat Dino – samochód sportowy produkowany przez włoską firmę Fiat w latach 1966-1973. Przez cały okres produkcji powstało ok. 4200 sztuk.

## Historia
W przeciwieństwie do Dino karoserię dla Coupe opracowała nie Pininfarina, lecz Bertone. Oba samochody zaliczały się do najbardziej interesujących sportowych modeli produkowanych pod koniec lat 60. Silnik V6 skonstruowany przez Franco Rocchiego z Fiata pierwotnie zainstalowany został w Ferrari Dino. Posłużył za podstawę do homologacji nowego silnika Formuły 2. Dino Coupe, który w przeciwieństwie do Spidera miał większy rozstaw osi (2550 zamiast 2280), nadawał się do bardziej forsownej jazdy. Reagował bardzo precyzyjnie na pedał gazu i przy większych obrotach stawał się naprawdę szybki. Miał pięciobiegową skrzynię biegów. Pojemność silnika wynosiła 2418 cm³, 6 cylindrów, 180 KM (131,9 kW).

## Dane techniczne (Fiat Dino 2,4 Spider)

### Silnik
- V6 2,4 l (2409 cm³) DOHC[1]
- Układ zasilania: 3 gaźniki Weber[1]
- Średnica × skok tłoka: 91,00 mm × 58,00 mm[1]
- Stopień sprężania: b.d.
- Moc maksymalna: 180 KM przy 6600 obr./min[1]
- Maksymalny moment obrotowy: 216 Nm[2]

### Osiągi
- Przyspieszenie 0-80 km/h: b.d.
- Przyspieszenie 0-100 km/h: 8,7s[2]
- Przyspieszenie 0-160 km/h: b.d.
- Prędkość maksymalna: 205 km/h[1]

## Galeria

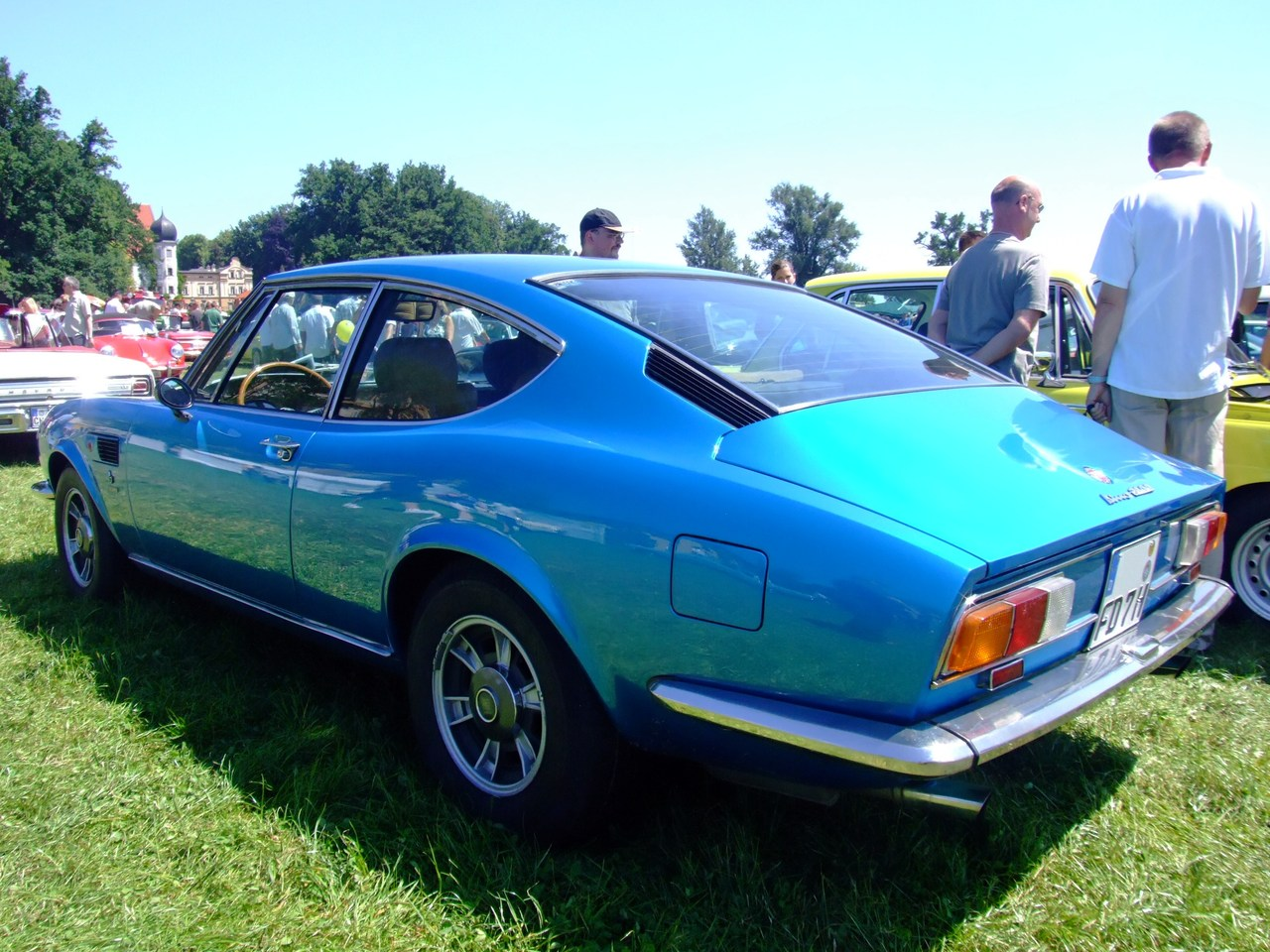
Fiat Dino 2400 od tyłu
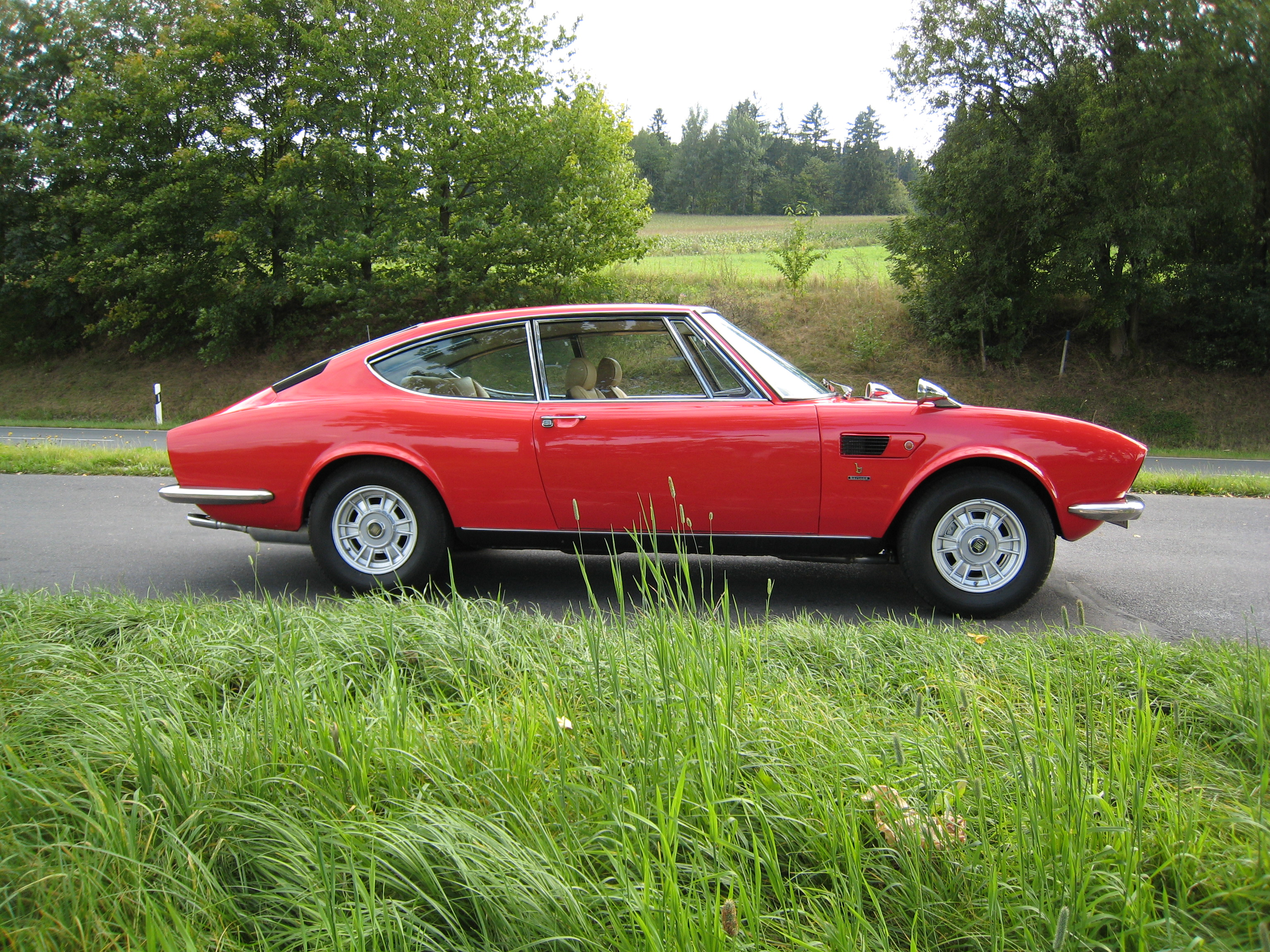
Fiat Dino 2400 Coupe z 1971 roku
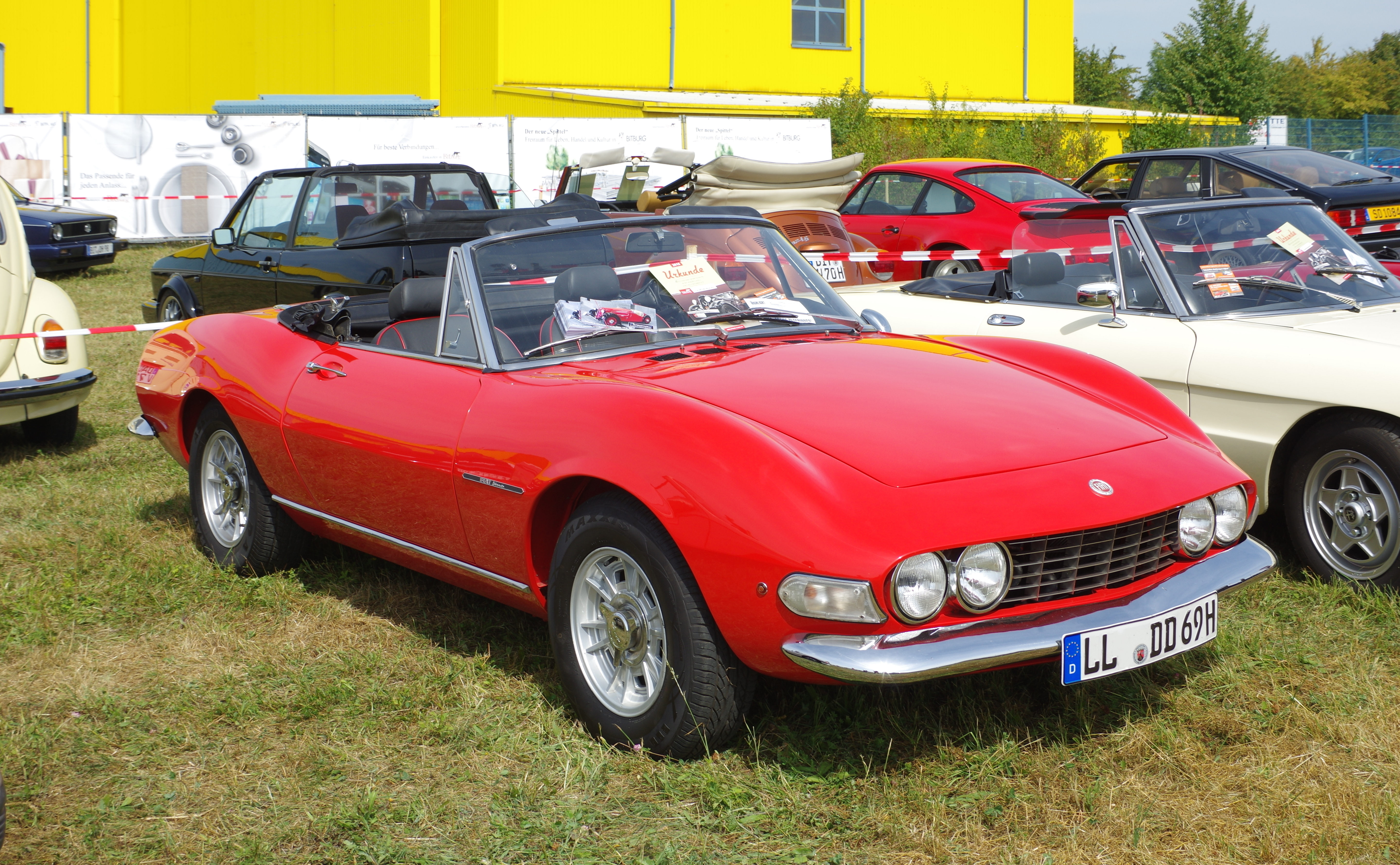
Fiat Dino 2400 Spider z 1971 roku